# Municipio de White (condado de Beaver)
El municipio de White (en inglés: White Township) es un municipio ubicado en el condado de Beaver en el estado estadounidense de Pensilvania. En el año 2000 tenía una población de 1.434 habitantes y una densidad poblacional de 769.0 personas por km².

## Geografía
El municipio de White se encuentra ubicado en las coordenadas 40°45′57″N 80°20′07″O / 40.76583, -80.33528.

## Demografía
Según la Oficina del Censo en 2000 los ingresos medios por hogar en la localidad eran de $34,375 y los ingresos medios por familia eran $39,293. Los hombres tenían unos ingresos medios de $31,382 frente a los $20,625 para las mujeres. La renta per cápita para la localidad era de $16,354. Alrededor del 11,2% de la población estaban por debajo del umbral de pobreza.